# Kokinosita
La kokinosita és un mineral de la classe dels òxids. Rep el nom en honor de Michael Kokinos (1927-) de Shingle Springs, Califòrnia, un conegut col·leccionista de minerals i membre del Saló de la fama de micromounters.

## Característiques
La kokinosita és un vanadat de fórmula química Na₂Ca₂(V₁₀O₂₈)(H₂O)₂₂·2H₂O. Va ser aprovada com a espècie vàlida per l'Associació Mineralògica Internacional l'any 2013. Cristal·litza en el sistema triclínic. La seva duresa a l'escala de Mohs és 1,5.

## Formació i jaciments
Va ser descoberta a la mina St Jude, situada al districte de Slick Rock, dins el comtat de San Miguel (Colorado, Estats Units). També ha estat descrita a la propera mina Burro (C-SR-13 Mesa). Aquests dos indrets són els únics de tot el planeta on ha estat descrita aquesta espècie mineral.